# Hendrik Van der Haert
Hendrik Van der Haert (Lovanio, 1790 – Gand, 1846) è stato un pittore e incisore belga.

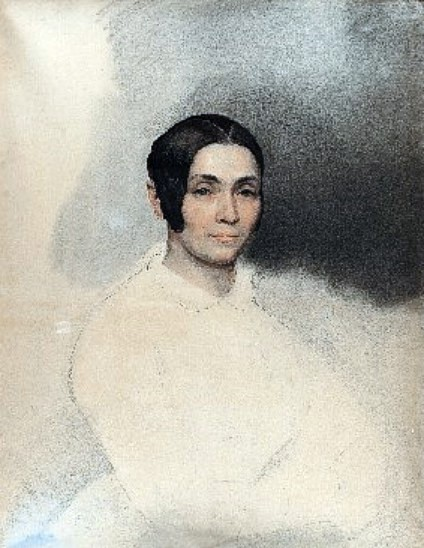
Ritratto della Signora N.B.

Fu anche scultore e diresse l'Accademia di Belle Arti di Gand.

## Biografia
Allievo di Josse-Pieter Geedts (1770-1834) che gli diede le prime lezioni di pittura all'Accademia di Louvain, studiò poi con François Xavier Joseph Jacquin (1756-1826). Nel 1818, dopo un soggiorno a Parigi, dove seguì  i corsi di Jacques-Louis David e dove lavorò nell'atelier dello scultore François Rude, Van der Haert tornò in patria e si stabilì a Bruxelles.

Nel 1836 fu nominato professore presso la Scuola Reale di Incisione di Bruxelles. In seguito, a partire dal 1841, fu chiamato a dirigere l'"Accademia di Belle arti di Gand", incarico che ricoprì per tutta la vita. Gli succedette Jean-François Portaels. Nell'Accademia ebbe come allievo Liévin De Winne.
Van der Haert morì a Gand, a 56 anni, nel 1846.

## Galleria d'immagini

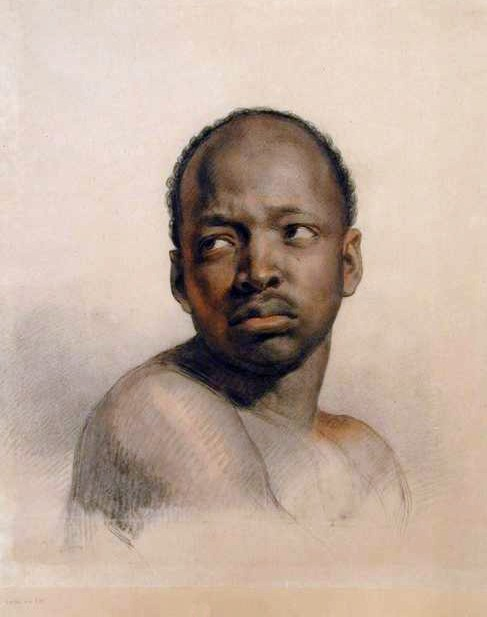
Testa di africano
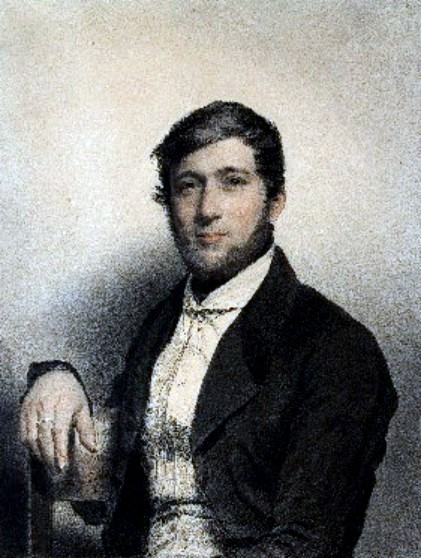
Ritratto del signor N.B.
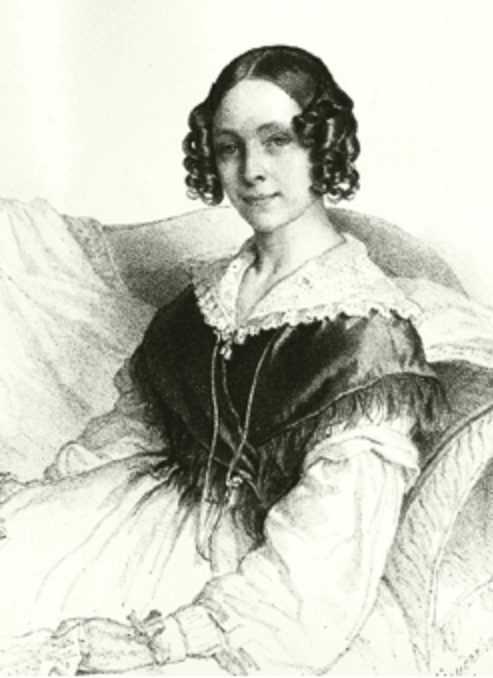
Ritratto di giovanetta